# Хоэн-Вангелин
Хоэн-Вангелин (нем. Hohen Wangelin) — община в Германии, в земле Мекленбург-Передняя Померания.
Входит в состав района Мюриц. Подчиняется управлению Зеенландшафт Варен.  Население составляет 635 человек (на 31 декабря 2010 года). Занимает площадь 43,84 км².